# Michael Dougherty
Michael Dougherty (Columbus, Ohio, 28 de octubre de 1974) es un guionista, productor y director estadounidense conocido por su trabajo junto a Dan Harris en los guiones de X-Men 2 y Superman Returns, y por escribir y dirigir la película de culto  Trick 'r Treat.

## Biografía

### Primeros años
Michael Dougherty, hijo de madre vietnamita, nació y creció en Columbus, Ohio. Acudió a la Tisch School of Arts de la New York University en el Maurice Kanbar Institute of Film and Television, donde escribió y dirigió el corto Season's Greetings (1996).

### Carrera
Su debut como director en la gran pantalla fue con Trick 'r Treat, una película basada en su propio guion y producida por Bryan Singer. La película se proyectó en varios festivales de cine antes de ser lanzadá directamente en DVD el 6 de octubre de 2009 en Estados Unidos y Canadá Aun así, las ventas y el impacto que tuvo en la cultura popular hizo que el 28 de octubre de 2013, durante el panel que siguió a la proyección especial que Legendary Pictures y Beyond Fest organizaron para Halloween en el Teatro Egipcio de Los Ángeles, Thomas Tull, directivo de Legendary, anunció que tenían en marcha una segunda parte.
El 19 de diciembre de 2013, Bryan Singer anunció en su cuenta de Twitter que ambos escribirían el guion de X-Men: Apocalipsis junto con Dan Harris y Simon Kinberg. Esta supondría la quinta colaboración con Bryan, ya que aparte de producir juntos Trick 'r Treat y su secuela, Michael y Dan Harris ya había escrito para él X-Men 2 y Superman Returns.
En 2014 Universal Pictures y Legendary Pictures anunciaron Krampus, la nueva película dirigida por Michael. Está basada en una antigua leyenda sobre un monstruo pagano que castiga a los niños malos en Navidad. La fecha de estreno original era 25 de noviembre de 2015 para más tarde moverse al 4 de diciembre.
Michael también es artista y sube sus trabajos en su página web.

## Filmografía

### Películas
| Año  | Título                         | Director | Productor | Escritor | Crítica | Notas                                    |
| ---- | ------------------------------ | -------- | --------- | -------- | ------- | ---------------------------------------- |
| 1996 | Season's Greetings             | Sí       |           | Sí       | -       | Cortometraje, Editor                     |
| 2003 | Deadtime Stories               | Sí       |           | Sí       | -       | Cortometraje                             |
| 2003 | X-Men 2                        |          |           | Sí       | 85%     |                                          |
| 2005 | Urban Legends: Bloody Mary     |          |           | Sí       | 40%     |                                          |
| 2006 | Superman Returns               |          |           | Sí       | 76%     |                                          |
| 2007 | Trick 'r Treat                 | Sí       | Sí        | Sí       | 84%     | Debut como Director, Productor ejecutivo |
| 2011 | Trick 'r Treat: Making Friends | Sí       | Sí        | Sí       |         | Cortometraje, Productor ejecutivo        |
| 2012 | Trick 'r Treat: Father's Day   |          | Sí        | Sí       |         | Cortometraje, Productor ejecutivo        |
| 2015 | Krampus                        | Sí       | Sí        | Sí       | 66%     |                                          |
| 2016 | X-Men: Apocalipsis             |          |           | Sí       | 47%     |                                          |
| 2019 | Godzilla: King of the Monsters | Sí       |           | Sí       | 42%     |                                          |
| 2020 | Godzilla vs. Kong              |          |           | Sí       | 75%     | Coescritor                               |

## Premios
- 2009 - Toronto After Dark: Silver Audience Award por"Trick 'r Treat"
- 2008 - Screamfest: Audience Choice Award por "Trick 'r Treat"
- 2007 - Saturn Award: Mejor Guion por Superman Returns (shared with Dan Harris)
- 2003 - Screamfest: Mejor Corto Animado por "Deadtime Stories"

### Nominaciones
- 2004 - Saturn Award: Mejor Guion por X2 (compartido con Dan Harris)

## Cómics
El director de Superman Returns, Bryan Singer, y los guionistas Michael Dougherty y Dan Harris desarrollaron una historia para cuatro entregas de cómic a modo de precuela de Superman Returns que fueron publicadas por DC Comics a lo largo del mes de junio de 2006. La serie sirvió de nexo de unión entre la segunda película de Superman  y Superman Returns.
- Superman Returns: Krypton to Earth
- Superman Returns: Ma Kent
- Superman Returns: Lex Luthor
- Superman Returns: Lois Lane